# Tradescantia brevifolia
Tradescantia brevifolia là một loài thực vật có hoa trong họ Commelinaceae. Loài này được (Torr.) Rose miêu tả khoa học đầu tiên năm 1895.